# Álvaro Vadillo Cifuentes
Álvaro Vadillo Cifuentes (Puerto Real, Cadis, Andalusia, 12 de setembre de 1994) és un futbolista espanyol. Juga d'extrem al Racing de Ferrol.

## Trajectòria
Va donar les seves primeres passes en el futbol al Club Esportiu La Salle de Puerto Real. El 2006 va ingressar al planter del Reial Betis Balompié, i va jugar el seu primer partit amb el primer equip en la pretemporada (2011-12), contra l'Olympique de Marsella, en el qual va deixar bones sensacions.
Va debutar en primera divisió amb el Reial Betis, amb Pepe Mel com a entrenador, el 27 d'agost de 2011, a l'estadi de Los Cármenes, enfront del Granada, setze dies abans de complir els 17 anys, un partit que va guanyar l'equip verd-i-blanc per un gol a zero.
Aquella temporada va arribar a jugar alguns partits, però el 15 d'octubre de 2011, quan s'enfrontava al Reial Madrid al Santiago Bernabéu, es va lesionar greument en el minut 17, després de ser empès per Sergio Ramos quan la pilota havia sortit prop del corner sense perill i trencar-se el lligament encreuat del genoll dret, cosa que va tallar la carrera d'un futbolista amb bastanta projecció.
El 2 de febrer de 2012 va ser seleccionat per a la preselecció de l'Once de Oro Futbol Draft, conjuntament amb els seus companys Francisco Varela, Carlos García i Alejandro Pozuelo. Va rebre l'alta mèdica el dia 15 de març.
No va tornar a jugar oficialment amb el primer equip fins al novembre de 2012, en un partit de Copa del Rei, contra el Reial Valladolid, en el qual va donar una assistència a Rubén Castro, i també va col·laborar en un autogol de Jesús Rueda, guanyant el Betis per 3-0 al final del partit, cosa que li va permetre d'avançar una altra ronda més de copa (vuitens de final).
El 25 de gener de 2013 va passar a formar part del primer equip, lluint el dorsal nombre 9, que havia quedat lliure després que Jonathan Pereira hagués marxat al Vila-real Club de Futbol.
El 24 d'octubre de 2013 va marcar el seu primer gol en partit oficial amb el primer equip, en partit d'Europa League contra el Vitória de Guimarães de Portugal disputat a l'estadi Benito Villamarín. El partit va acabar amb el resultat de 1-0 pel Reial Betis.
El 31 de juliol de 2014 va tornar a sofrir una altra greu lesió en un genoll, en un amistós a Marbella, de la qual va trigar diversos mesos a recuperar-se. Va tornar a ser convocat per a un partit al febrer de 2015, quan Pepe Mel es trobava de nou a la banqueta bètica, encara que no va arribar a jugar gaire partits en el que restava de competició de lliga.
En l'estiu de 2015 l'equip bètic va decidir que no comptava amb ell per a la següent temporada (2015-16) i va estar molt a prop de ser traspassat al Rayo Vallecano, però el desig de l'equip andalús d'incloure una clàusula de recompra, va trencar les negociacions. Vadillo va seguir en la primera plantilla del Betis sense comptar per al seu entrenador, fins que al desembre la seva bona actuació en la copa del rei enfront del Sporting de Gijón el va tornar a impulsar dins l'equip.
En finalitzar la temporada 2015-16 i no acceptar el jugador cap de les ofertes de renovació per part de l'equip sevillà es va desvincular del Reial Betis i quedà com a agent lliure després de diverses temporades farcides de lesions i per conseqüent no poder gaudir dels minuts necessaris per seguir creixent com a jugador.
Després de militar durant dues temporades en la Sociedad Deportiva Huesca, es va comprometre amb el Granada Club de Futbol per a la temporada 2018-19.
Lliure després de finalitzar el seu contracte amb el conjunt granadí el 30 de juny de 2020, el 22 de juliol va signar un contracte amb el RC Celta de Vigo per a les següents tres temporades. Sense haver arribat a debutar, el 5 d'octubre va ser cedit fins al juny de 2021 al RCD Espanyol amb opció de compra obligatòria en cas d'ascendir a primera divisió. Després d'aconseguir l'objectiu, el 2 de juny de 2021 el club va anunciar que havia exercit aquesta opció. El 5 de gener de 2022, després d'haver jugat només sis minuts en tres partits de lliga, Vadillo fou cedit al Màlaga CF fins a final de la segona part de la temporada.

## Internacional
Va ser convocat per a la selecció espanyola sub-17 per a un amistós davant la selecció de futbol de Geòrgia sub-17, amb sol 16 anys, convertint-se en una peça clau en l'esquema de joc.
Va ser convocat pels partits dels dies 17 i 19 d'octubre de 2011, conjuntament amb un altre jugador sorgit del planter del Reial Betis Balompié, Carlos García, per la selecció espanyola de futbol sub-19. El 26 de juny de 2013 va ser convocat per a l'Europeu sub-19 de Lituània.
Va ser convocat per jugar amb el combinat espanyol per al Torneig internacional de futbol sub-20 de l'Alcúdia, en el qual va desplegar un fabulós joc sobretot per banda.
Va ser convocat per jugar amb la selecció espanyola de futbol sub-21 per anar l'Eurocopa sub-21 el 2013.